# Championnat d'Uruguay de football 1912
Navigation
Édition précédente Édition suivante
| \| Montevideo: · Central · CURCC · Nacional · Wanderers · River Plate · Dublin · Bristol Universal Montevideo \| Localisation des clubs engagés dans le championnat. |
| Montevideo: · Central · CURCC · Nacional · Wanderers · River Plate · Dublin · Bristol Universal Montevideo                                                           |

La 12e édition du championnat d'Uruguay de football est remportée par le Club Nacional de Football. C’est le troisième titre de champion du club. Le Nacional l’emporte avec 9 points d’avance sur le CURCC. Montevideo Wanderers complète le podium. 
Un nouveau club, l'Universal Football Club accède à l’élite uruguayenne et remplace le Libertad.
Dublin Football Club  se retire du championnat après 10 journées. Il termine donc à la dernière place et est donc relégué en deuxième division. Il est remplacé pour la saison 1913 par les Reformers.

## Les clubs de l'édition 1912
| Club                                 | Stade         | Capacité | Ville      |
| ------------------------------------ | ------------- | -------- | ---------- |
| Bristol Football Club                | -             | -        | Montevideo |
| Central Español Fútbol Club          | -             | -        | Montevideo |
| Central Uruguay Railway Cricket Club | Villa Peñarol | -        | Montevideo |
| Dublin Football Club                 | -             | -        | Montevideo |
| Universal Football Club              | -             | -        | Montevideo |
| Montevideo Wanderers Fútbol Club     | -             | -        | Montevideo |
| Club Nacional de Football            | -             | -        | Montevideo |
| River Plate Football Club            | -             | -        | Montevideo |

## Compétition

### Classement
Le classement est établi sur le barème de points suivant : victoire à 2 points, match nul à 1, défaite à 0.
| Rang | Équipe                      | Pts | J  | G  | N | P  | Bp | Bc | Diff |
| ---- | --------------------------- | --- | -- | -- | - | -- | -- | -- | ---- |
| 1    | Club Nacional de Football   | 25  | 14 | 12 | 1 | 1  | 28 | 5  | +23  |
| 2    | CURCC                       | 19  | 14 | 8  | 3 | 3  | 21 | 13 | +8   |
| 3    | Montevideo Wanderers T      | 18  | 14 | 7  | 4 | 3  | 21 | 14 | +7   |
| 4    | River Plate                 | 17  | 14 | 7  | 3 | 4  | 16 | 9  | +7   |
| 5    | Bristol Football Club       | 13  | 14 | 3  | 7 | 4  | 12 | 14 | -2   |
| 6    | Central Español Fútbol Club | 12  | 14 | 4  | 4 | 6  | 9  | 19 | -10  |
| 7    | Universal Football Club     | 7   | 14 | 2  | 3 | 9  | 11 | 29 | -18  |
| 8    | Dublin Football Club        | 1   | 14 | 0  | 1 | 13 | 5  | 20 | -15  |

| Légende : Qualifications et relégations | Légende : Qualifications et relégations |
| --------------------------------------- | --------------------------------------- |
|                                         | Champion d’Uruguay                      |
|                                         | Relégation en deuxième division         |
|                                         | T : Tenant du titre P : Promus          |

## Bilan de la saison
| Championnat d'Uruguay de football 1912                             |                                      |
| Champion                                                           | Club Nacional de Football (3e titre) |
| Promotions et relégations                                          |                                      |
| Promus en Primera División                                         | Reformers                            |
| Relégués en Championnat d'Uruguay de football de deuxième division | Dublin Football Club                 |